# Orden der heiligen Isabella

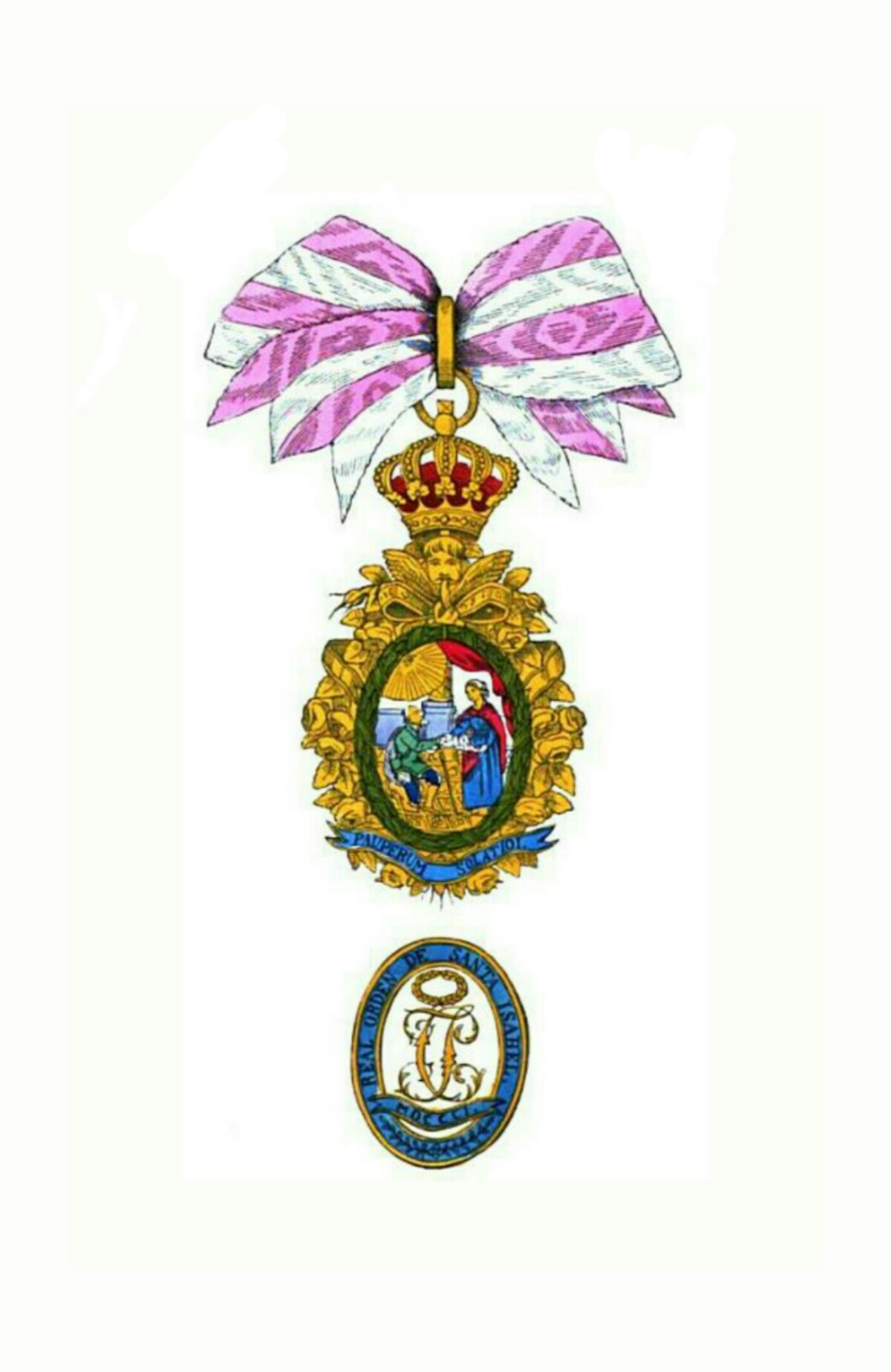
Orden der Heiligen Isabella, unten das Revers des Medaillons

Der Orden der heiligen Isabella, portugiesisch Ordem Real de Santa Isabel, war ein portugiesischer Damenorden und wurde am 4. November 1801 von Prinzregent João VI. von Portugal gestiftet. Die Statuten wurden am 25. April 1804 von seiner Frau Carlota Joaquina überarbeitet. Der Orden hatte, abgesehen von den Damen der königlichen Familie, maximal 26 Mitglieder und diese mussten, um aufgenommen zu werden, von Adel und mindestens 26 Jahre alt oder verheiratet sein. Der Orden war einklassig.
Seit dem Sturz der Monarchie 1910 ist er ein Hausorden des Hauses Braganza. 2002 wurde er reorganisiert und in vier Klassen eingeteilt:
- Collane-Dame (Dama Grande-Colar)
- Großkreuz-Dame (Dama Grã-Cruz)
- Komtur-Dame (Dama de Comenda)
- Ehrendame (Dama de Honor)

## Ordensdekoration
Ein ovales goldenes Medaillon mit umschlungenen Blumengebinde ist durch eine goldene Königskrone überhöht. Auf einer Seite von einem Lorbeerkranz eingefasst das Bild der heiligen Isabella und darunter die Ordensdevise Pauperum solatio (Zum Trost der Armen). Auf der Rückseite sind die Jahreszahl MDCCCI (1801) und die Initialen der Prinzessin Carlota C J mit der Umschrift Real Orden de Santa Isabel
zu sehen.

## Ordensband und Trageweise
Ein rosenrotes Band mit zwei weißen Streifen wurde über die rechte Schulter zur linken Hüfte als Schärpe gelegt. Der Orden konnte auch an der Schleife auf der linken Brust getragen werden.